# 前奏曲Op.28, No. 23 (蕭邦)

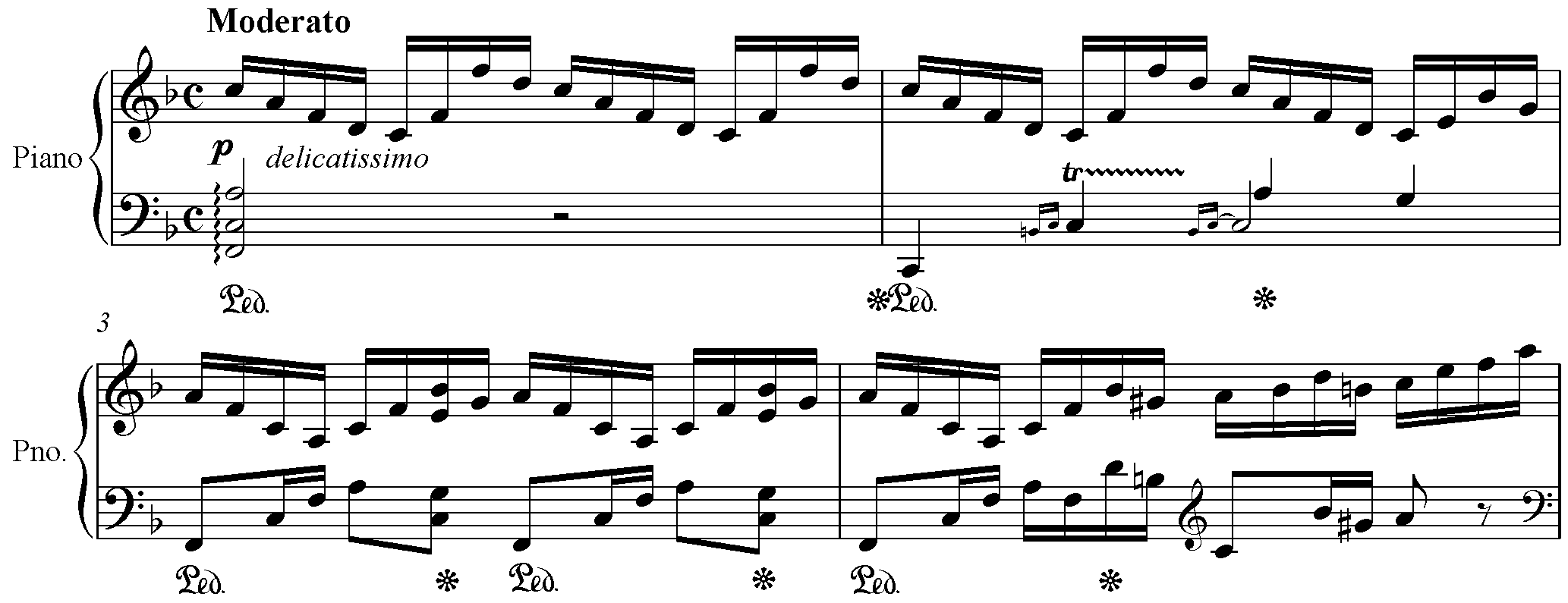
前奏曲Op. 28, No. 23

前奏曲Op. 28, No. 23為蕭邦24首前奏曲中的樂曲，為F大調，中板，4/4拍。
此曲中左手彈着廣闊的旋律，不時彈着顫音，右手為不間斷而從容的十六分音符。樂曲的飄渺與它與前後曲成強烈對比，而結尾也有戛然而止的感覺。
此曲較為輕快，阿爾弗雷德·科爾托將其稱為“玩耍中的那伊阿得斯”（Naiades jouant），汉斯·冯·彪罗將其稱為“遊船”（A Pleasure Boat）。

## 外部連結
- 前奏曲, Op. 28：国际乐谱典藏计划上的乐谱
- 来自乌托邦计划（英语：Mutopia Project）的多种格式乐谱 （页面存档备份，存于）